# Massimino (prefetto dell'annona)
Flavio Massimino (latino: Flavius Maximinus; Sopianae, ... – ...; fl. 365-376) è stato un funzionario romano, noto soprattutto per le indagini per stregoneria che condusse.

## Biografia
Flavio Massimino nacque a Sopianae, in Pannonia Valeria, da un ufficiale minore dell'amministrazione provinciale (un tabularius, "archivista"); pare discendesse dai Carpi che si erano stanziati in Valeria sotto Diocleziano. Ebbe un figlio di nome Marcelliano e un cognato, Valentino, che si ribellò all'imperatore.
L'inizio della sua carriera è narrato dallo storico Ammiano Marcellino, suo avversario: Massimino fu avvocato in alcune cause, «senza distinguersi», poi ricoprì in successione gli incarichi di praeses (governatore) di Corsica (prima del 365), Sardegna (364/366) e Tuscia (366), probabilmente dopo essere entrato nel Senato romano in quanto la Tuscia era governata da praesides di rango senatoriale.
Fu poi nominato prefetto dell'annona di Roma (368/370), carica cui accedette mantenendo il governo della provincia poiché il suo successore aveva ritardato troppo durante il proprio viaggio. Fu in questa veste che diede inizio ad una vera e propria caccia ai praticanti di magia, colpendo soprattutto la classe aristocratica. Avvenne infatti che l'ex-vicario Chilone e sua moglie Massima denunciassero al praefectus urbi Olibrio di essere stati fatti bersaglio di un tentativo di avvelenamento da parte di tre personaggi, un fabbricante di organi, un atleta e un aruspice, i quali furono messi in carcere. Olibrio, però, fu colpito da lunga e grave malattia, e gli accusatori, impazienti, chiesero e ottennero che le indagini fossero passate al prefetto dell'annona, Massimino, suo subordinato. Tramite l'impiego della tortura, ottenne i nomi di diversi e importanti personaggi che avrebbero fatto uso di delinquenti e delatori per danneggiare i propri avversari. Massimino informò l'imperatore Valentiniano I dei fatti, affermando di poter punire i delitti solo con pene più severe di quelle in vigore; l'imperatore, «poiché era nemico più violento che severo dei vizi», riunì i capi d'accusa sotto quello di lesa maestà, permettendo dunque che personaggi che per il loro rango erano esenti, in base ad antiche leggi, da interrogatori cruenti, potessero essere messi sotto tortura. L'imperatore nominò Massimino vicarius urbis Romae (cioè vice-praefectus) e gli affiancò il notarius Leone per aiutarlo nelle indagini (370). Molti furono i condannati, di tutti i ranghi sociali; quando le indagini passarono al nuovo praefectus urbi, Publio Ampelio, Massimino continuò a occuparsi dei casi come suo vice. Sempre con Ampelio fu destinatario di istruzioni imperiali sul caso di Ursino e i suoi seguaci.
Nel 371 fu nominato Prefetto del pretorio delle Gallie, carica che tenne almeno fino al 376. In tale funzione aprì delle indagini sull'ex-magister officiorum Remigio per cattiva condotta, attaccò il magister militum d'Illirico Flavio Equizio e fece nominare il proprio figlio Marcelliano dux Valeriae.
Fu fatto decapitare dall'imperatore Graziano all'inizio del proprio regno.